# Serianthes petitiana
Serianthes petitiana är en ärtväxtart som beskrevs av André Guillaumin. Serianthes petitiana ingår i släktet Serianthes och familjen ärtväxter. Inga underarter finns listade i Catalogue of Life.